# Ландини, Спартако
Спа́ртако Ланди́ни (итал. Spartaco Landini; 31 января 1944 года, Террануова-Браччолини, Италия — 16 апреля 2017 года, Генуя, Италия) — итальянский футболист, защитник. По завершении игровой карьеры — спортивный директор, занимал должность спортивного директора клуба «Луккезе-Либертас» .
В качестве игрока прежде всего известен выступлениями за клубы «Интернационале» и «Палермо», а также национальную сборную Италии.

## Карьера

#### Клубная
Воспитанник футбольной школы клуба «Санджованнезе». В профессиональном футболе дебютировал в 1962 году выступлениями за «Интернационале», в котором провел восемь сезонов, приняв участие в 94 матчах чемпионата.
В течение 1970—1973 годов защищал цвета клуба «Палермо». Своей игрой привлек внимание представителей тренерского штаба клуба «Наполи», к составу которого присоединился в 1973 году. Сыграл за неаполитанскую команду следующие три сезона своей игровой карьеры.
Завершил профессиональную игровую карьеру в родном для себя клубе «Санджованнезе», за который выступал на протяжении двух лет.

#### Международная
В 1966 году дебютировал в официальных матчах в составе национальной сборной Италии. На протяжении карьеры в национальной команде, которая длилась всего один год, провел в форме сборной 4 матча.
В составе сборной был участником чемпионата мира 1966 года в Англии.

## Достижения
- Чемпион Италии (2): 1964/65, 1965/66
- Обладатель Кубка Италии (1): 1975/76
- Обладатель Кубка чемпионов УЕФА (1): 1964/65